# 热尔库尔和德里朗库尔
热尔库尔和德里朗库尔（法語：Gercourt-et-Drillancourt）是法国默兹省的一个市镇，位于该省中北部偏西，属于凡尔登区。该市镇总面积13.6平方公里，2009年时的人口为141人。

## 人口
热尔库尔和德里朗库尔人口变化图示